# Шенгелая, Демна Константинович
Демна Константинович Шенгелая (груз. დემნა კონსტანტინეს ძე შენგელაია; 1896 — 1980) — грузинский советский писатель, академик Академии наук Грузинской ССР (1969).

## Биография
Родился 9 (21) мая 1896 год в селе Сачилао Кутаисской губернии в семье рабочего-железнодорожника.
Учился в Тбилисском государственном университете на филологическом факультете, а затем в Тбилисском политехническом институте на геологическом факультете.
Свои первые рассказы опубликовал в 1915—1916 гг.
Участник Великой Отечественной войны. 
Автор романов «Сановардо» (1926), «Бата Кекия» (1933, в 1978 году экранизирован «Вся жизнь», режиссёр Лейла Горделадзе), «Заря» (опубл. 1940), «Алый цветок», повести «Клад» (1958? экранизирована в 1961 году), «Оленья тропа».
Умер в 1980 году.

## Награды
- орден Трудового Красного Знамени (31.01.1939; 02.04.1966)
- орден Дружбы народов (03.06.1976)